# باكو يورينتي
باكو يورينتي (بالإسبانية: Paco Llorente) هو لاعب كرة قدم إسباني في مركز نصف الجناح، ولد في 21 مايو 1965 في بلد الوليد في إسبانيا. شارك مع منتخب إسبانيا تحت 21 سنة لكرة القدم ومنتخب إسبانيا تحت 23 سنة لكرة القدم ومنتخب إسبانيا لكرة القدم. أما مع النوادي، فقد لعب مع أتلتيكو مدريد ب وأتلتيكو مدريد وريال مدريد ونادي كومبوستيلا.

## وصلات خارجية
- باكو يورينتي على موقع الاتحاد الأوربي (الإنجليزية)
- باكو يورينتي على موقع قاعدة بيانات كرة القدم.إي يو (الإنجليزية)
- باكو يورينتي على موقع ناشيونال فوتبول تيمز (الإنجليزية)
- باكو يورينتي على موقع عالم كرة القدم.نت (الإنجليزية)